# Stazione di Monguelfo-Valle di Casies
Stazione di Monguelfo-Valle di Casies vasútállomás Olaszországban, Trentino-Alto Adige régióban, Monguelfo településen.

## Vasútvonalak
Az állomást az alábbi vasútvonalak érintik:
- Puster-völgyi vasútvonal

## Kapcsolódó állomások
A vasútállomáshoz az alábbi állomások vannak a legközelebb: 
- Stazione di Valdaora-Anterselva
- Stazione di Villabassa-Braies-Val di Braies